# Чоловік на колінах
«Чоловік на колінах» (італ. Un uomo in ginocchio) ― кримінальна драма режисера Даміано Даміані.

## Сюжет
Історія протистояння маленької людини і всемогутньої італійської мафії. Дія відбувається приблизно в 1970-ті роки в Палермо. Ніно Перальта (Джуліано Джемма), колишній дрібний злочинець, «зав'язав» і став господарем маленького кіоску. Ніно випадково виявляється залучений у велику кримінальну розбірку і вирішує, що знаходиться в чорному списку мафії. Насправді вирок був підписаний іншій людині. Антоніо, кілер, підісланий мафією, починає шантажем вимагати гроші з Перальта, якого страх змушує погодитися на все. Ніно позбавляється кіоску і всіх заощаджень. Він змушений повернутися до злочинного минулого. Несподівано на нього виходить замовник — бос мафії Вінченці Фабриканте — і розкриває Ніно очі. Єдине, що змусило Ніно терпіти нестатки, — власний страх. Однак Ніно, хоч і не отримував смертного вироку, але все ж виявився залучений в справи, про які йому знати було не обов'язково. Щоб залишитися в живих, йому потрібно попросити вибачення, ставши на коліна…

## В ролях
- Джуліано Джемма: Ніно Перальта;
- Мікеле Плачидо: Антоніо Пламонте;
- Тано Чимароза: Коліккіа;
- Елеонора Джорджі: Лючія Перальта;
- Етторе Манні: Вінченцо Фабриканте.